# Пісня для Лії (збірка)
«Пісня для Лії» (англ. A Song for Lya) — перша збірка науково-фантастичних та фентезійних оповідань, написаних американським письменником Джорджем Р. Р. Мартіном. Опублікована у 1976 році видавництвом «Ейвон Букс». Збірка отримала премію «Локус» за найкращу збірку одного автора у 1977 році.
У деяких джерела назва збірки зазначена як «Пісня для Лії та інші історії» (англ. A Song for Lya and Other Stories).
Дія повістей «Містфаль приходить зранку» і «Пісня для Лії» відбувається у тому ж вигаданому всесвіті «Тисячі світів», що й декілька інших творів Мартіна, серед яких «Світло, що вмирає», «Ті, що летять уночі», «Піщані королі», «Шлях хреста та дракона» та оповідання, що увійшли до збірки «Подорожі Тафа».

## Зміст[4]
| №  | Назва українською мовою   | Назва мовою оригіналу         | Перша публікація                            |
| -- | ------------------------- | ----------------------------- | ------------------------------------------- |
| 1  | Містфаль приходить зранку | With Morning Comes Mistfall   | «Аналог: наукова фантастика та факти», 1973 |
| 2  | Другий вид самотності     | The Second Kind of Loneliness | «Аналог: наукова фантастика та факти», 1972 |
| 3  | Відкинути                 | Override                      | «Аналог: наукова фантастика та факти», 1973 |
| 4  | Темні, темні були тунелі  | Dark, Dark Were the Tunnels   | «Vertex», 1973                              |
| 5  | Герой                     | The Hero                      | «Гелексі сайнс фікшн», 1971                 |
| 6  | Швидше світла             | FTA                           | «Аналог: наукова фантастика та факти», 1974 |
| 7  | Ривок до зоряного світла  | Run to Starlight              | «Емейзін сторіз», 1974                      |
| 8  | Шлях до Сан-Брета         | The Exit to San Breta         | «Фантастік», 1972                           |
| 9  | Слайд-шоу                 | Slide Show                    | «Omega», 1973                               |
| 10 | Пісня для Лії             | A Song for Lya                | «Аналог: наукова фантастика та факти», 1974 |

## Критика
Письменник-фантаст Спайдер Робінсон в цілому добре сприйняв збірку, заявивши, що деякі історії — «мотлох», але «хороший матеріал у „Пісні про Лію“ настільки приголомшливо хороший, що перекриває значно більшу кількість гріхів».